# Guljar
Guljar (nep. गुलिजार) – gaun wikas samiti w zachodniej części Nepalu w strefie Mahakali w dystrykcie Darchula. Według nepalskiego spisu powszechnego z 2001 roku liczył on 584 gospodarstw domowych i 3648 mieszkańców (1818 kobiet i 1830 mężczyzn).